# Nastro d'argento al millor vestuari
El Nastro d'argento (Cinta de plata) és un premi cinematogràfic concedit anyalment, des de 1946, pel Sindicat Nacional de Periodistes Cinematogràfics Italians (Sindacato Nazionale dei Giornalisti Cinematografici Italiani) l'associació italiana de crítics de cinema. Aquesta és la llista dels guanyadors del Nastro d'argento al millor vestuari, concedit regularment des de 1960. Els dissenyadors que ha rebut el premi més vegades (vuit) han estat Piero Tosi i Danilo Donati, mentre que Gabriella Pescucci l’ha rebut set vegades.

## Guanyadors
Els guanyadors estan indicats en negreta, seguits dels altres candidats.
- 1953: Maria de Matteis - La carrozza d'oro

### Anys 1960-1969
- 1960: Piero Tosi - Policarpo, ufficiale di scrittura
- 1961: Maria de Matteis - Gastone
- 1962: Piero Tosi - La viaccia
- 1963: Piero Tosi - Senilità
- 1964: Piero Tosi - Il gattopardo
- 1965: Danilo Donati - Il vangelo secondo Matteo
- 1966: Piero Gherardi - Giulietta degli spiriti
- 1967: Piero Gherardi - L'armata Brancaleone
- 1968: Danilo Donati - La bisbetica domata
- 1969: Danilo Donati - Romeo e Giulietta

### Anys 1970-1979
- 1970: Danilo Donati - Satyricon
- 1971: Danilo Donati - I Clowns
- 1972: Piero Tosi - Morte a Venezia
- 1973: no concedit
- 1974: Piero Tosi - Malizia
- 1975: Gabriella Pescucci - Fatti di gente perbene
- 1976: Gabriella Pescucci - Divina creatura
- 1977: Danilo Donati - Il Casanova di Federico Fellini
- 1978: Marcel Escoffier i Enrico Sabbatini - Gesù di Nazareth (minisèrie)
- 1979: Francesca Zucchelli - L'albero degli zoccoli

### Anys 1980-1989
- 1980: Gabriella Pescucci - La città delle donne
- 1981: no concedit
- 1982: Gianna Gissi - Il marchese del Grillo
- 1983: Piero Tosi - La traviata
- 1984: Maurizio Millenotti - E la nave va
- 1985: Enrico Job - Carmen
- 1986: Danilo Donati - Ginger e Fred
- 1987: Gabriella Pescucci - Il nome della rosa (Der Name der Rose)
- 1988: Lina Nerli Taviani - Good morning Babilonia
- 1989: Lucia Mirisola - 'O re

### Anys 1990-1999
- 1990: Gabriella Pescucci - Le avventure del barone di Münchausen (The Adventures of Baron Munchausen)
- 1991: Odette Nicoletti - Il viaggio di Capitan Fracassa
- 1992: Franca Squarciapino - Cyrano de Bergerac
- 1993: Lina Nerli Taviani - Parenti serpenti
- 1994: Gabriella Pescucci - L'età dell'innocenza (The Age of Innocence)
- 1995: Piero Tosi - Storia di una capinera
- 1996: Franca Squarciapino - Il colonnello Chabert
- 1997: Franca Squarciapino - L'ussaro sul tetto (Le hussard sur le toit)
- 1998: Danilo Donati - Marianna Ucrìa
- 1999: Maurizio Millenotti - La leggenda del pianista sull'oceano

### Anys 2000-2009
- 2000: Anna Anni i Alberto Spiazzi - Un tè con Mussolini
- 2001: Francesca Sartori - Il mestiere delle armi
  - Nanà Cecchi - I cavalieri che fecero l'impresa
  - Alessandro Lai - Rosa e Cornelia
  - Maurizio Millenotti - Malèna
  - Odette Nicoletti - Concorrenza sleale
- 2002: Alessandro Lai i Alberto Moretti - Senso '45
  - Francesca Cascello e Valentina Taviani - Paz!
  - Silvia Nebiolo - Brucio nel vento
  - Metella Raboni - Luna rossa e Tre mogli
  - Nicoletta Taranta - Il derviscio i Quartetto
- 2003: Maurizio Millenotti - L'importanza di chiamarsi Ernest (The Importance of Being Earnest) e Ma che colpa abbiamo noi
  - Anna Anni, Alessandro Lai i Alberto Spiazzi - Callas Forever
  - Eva Coen - Poco più di un anno fa - Diario di un pornodivo
  - Elena Mannini - Un viaggio chiamato amore
  - Francesca Livia Sartori - Prendimi l'anima
- 2004: Francesca Sartori - Cantando dietro i paraventi
  - Grazia Colombini - Gli indesiderabili
  - Elisabetta Montaldo - La meglio gioventù
  - Gabriella Pescucci - Perdutoamor
  - Maurizio Sabatini i Alessandra Torella - Tosca e le altre due
- 2005: Maurizio Millenotti - La passione di Cristo (The Passion of the Christ)
  - Maria Rita Barbera - La vita che vorrei
  - Lia Morandini - Pontormo i L'amore di Màrja
  - Silvia Nebiolo - Agata e la tempesta
  - Gabriella Pescucci i Carlo Poggioli - Van Helsing
- 2006: Francesco Crivellini - La seconda notte di nozze
  - Daniela Ciancio - Il resto di niente
  - Grazia Colombini i Giulia Mafai - La Passione di Giosuè l'ebreo
  - Nicoletta Ercole - Il ritorno del Monnezza
  - Nicoletta Taranta – Romanzo criminale
- 2007: Milena Canonero - Marie Antoinette
  - Nicoletta Ercole - La sconosciuta
  - Maurizio Millenotti - N (Io e Napoleone)
  - Liliana Sotira - Baciami piccina
  - Lina Nerli Taviani - La masseria delle allodole
  - Mariano Tufano - Nuovomondo
- 2008: Milena Canonero - I Viceré
  - Catia Dottori - Hotel Meina
  - Nicoletta Ercole - 2061 - Un anno eccezionale i Nero bifamiliare
  - Elisabetta Montaldo - I demoni di San Pietroburgo
  - Carlo Poggioli (con Kazuko Kurosawa) - Seta
- 2009: Maria Rita Barbera - Sanguepazzo
  - Grazia Colombini - Il seme della discordia
  - Maurizio Millenotti - Si può fare
  - Carlo Poggioli - Lezione ventuno
  - Marina Roberti - Due partite

### Anys 2010-2019
- 2010: Gabriella Pescucci - La prima cosa bella i Agora
  - Antonella Cannarozzi - Io sono l'amore
  - Nanà Cecchi - Christine Cristina
  - Maurizio Millenotti - L'uomo nero i Tris di donne e abiti nuziali
  - Lia Francesca Morandini - L'uomo che verrà
- 2011: Lina Nerli Taviani - Habemus Papam
  - Loredana Buscemi - I baci mai dati
  - Roberto Chiocchi - Qualunquemente
  - Alfonsina Lettieri - Amici miei - Come tutto ebbe inizio
  - Francesca Sartori - La passione
- 2012: Alessandro Lai - Magnifica presenza
  - Catia Dottori - Il cuore grande delle ragazze
  - Paola Marchesin - La scomparsa di Patò
  - Rossano Marchi - La kryptonite nella borsa
  - Valentina Taviani - L'ultimo terrestre
- 2013: Maurizio Millenotti - Reality i La migliore offerta
  - Patrizia Chericoni - Educazione siberiana
  - Roberto Chiocchi - Il volto di un'altra
  - Daniela Ciancio - La grande bellezza
  - Grazia Colombini - È stato il figlio
- 2014: Milena Canonero - Grand Budapest Hotel i Something Good
  - Maria Rita Barbera - Anni felici
  - Laura Costantini - Il pretore
  - Nicoletta Ercole - Incompresa
  - Daniela Salernitano - Song'e Napule
- 2015: Massimo Cantini Parrini - Il racconto dei racconti - Tale of Tales
  - Alessandro Lai - Latin Lover
  - Lina Nerli Taviani - Maraviglioso Boccaccio
  - Carlo Poggioli - Youth - La giovinezza i Romeo and Juliet
  - Paola Ronco - La solita commedia - Inferno
- 2016: Catia Dottori - La pazza gioia
  - Daria Calvelli - Sangue del mio sangue
  - Sandra Cardini - Milionari
  - Veronica Fragola - Suburra
  - Mary Montalto - Lo chiamavano Jeeg Robot
- 2017: Massimo Cantini Parrini - Indivisibili
  - Daria Calvelli - Fai bei sogni
  - Beatrice Giannini i Elisabetta Antico - La stoffa dei sogni
  - Patrizia Mazzon - Smetto quando voglio - Masterclass
  - Cristiana Ricceri - In guerra per amore
- 2018: Nicoletta Taranta - Agadah e A Ciambra
  - Massimo Cantini Parrini - Dogman e La terra dell'abbastanza
  - Alessandro Lai - Napoli velata
  - Carlo Poggioli - Loro
  - Daniela Salernitano - Ammore e malavita
- 2019: Giulia Piersanti - Suspiria
  - Alessandro Lai - Moschettieri del re - La penultima missione
  - Alberto Moretti - Non ci resta che il crimine
  - Ursula Patzak - Capri-Revolution
  - Daria Calvelli - Il traditore

### Anys 2020-2029
- 2020: Massimo Cantini Parrini – Pinocchio i'Favolacce
  - Cristina Francioni – Il primo Natale
  - Alessandro Lai – Tornare
  - Andrea Cavalletto – Martin Eden
  - Nicoletta Taranta – 5 è il numero perfetto